# جان کلاگ (هنرپیشه)
جان کلاگ (انگلیسی: John Kellogg؛ ‏ ۳ ژوئن ۱۹۱۶ – ۲۲ فوریهٔ ۲۰۰۰) یک هنرپیشه اهل ایالات متحده آمریکا بود. وی بین سال‌های ۱۹۴۰ تا ۱۹۹۰ میلادی فعالیت می‌کرد.

## گزیده فیلمشناسی
- در میان زندگان (فیلم ۱۹۴۱) (۱۹۴۱)
- بودن یا نبودن (فیلم ۱۹۴۲) (۱۹۴۲)
- غرور یانکی‌ها (۱۹۴۲)
- سی ثانیه بر فراز توکیو (۱۹۴۴)
- قدم زدن زیر آفتاب (۱۹۴۵)
- از درون گذشته (۱۹۴۷)
- خانه غریبه‌ها (۱۹۴۹)
- سامسون و دلیله (فیلم ۱۹۴۹) (۱۹۴۹)
- دوازده ساعت پرواز (۱۹۴۹)
- فردا هم روز خداست (۱۹۵۱)
- بیا فنجان را پر کن (۱۹۵۱)
- بزرگترین نمایش روی زمین (۱۹۵۲)
- بنفشه‌ها آبی هستند (فیلم) (۱۹۸۶)
- یتیم‌ها (فیلم ۱۹۸۷) (۱۹۸۷)